# 鳥取ガス
鳥取ガス株式会社（とっとりガス、Tottori Gas Co., Ltd.、登記上の商号: 鳥取瓦斯株式会社）は、鳥取県鳥取市の一部を供給対象地域とする一般ガス事業者で、エネトピアの中核企業である。

## 本社所在地
鳥取県鳥取市五反田町６

## 主な事業
- ガス事業
- 簡易ガス事業
- 電気供給事業
- 電気通信事業
- その他の関連事業

## 営業エリア
鳥取県鳥取市の一部

## 営業所・工場
- 本社工場　鳥取県鳥取市五反田町5
- 布袋工場　鳥取県鳥取市河原町西円通寺字畑ケ中81-1
- エネトピアプラザ　鳥取県鳥取市片原5-503

## 沿革
- 1918年（大正7年）7月 - 鳥取市三軒屋10番地（現・鳥取市本町5丁目404番地）で創業。創業資本金10万円。
- 1943年（昭和18年）9月 - 鳥取大震災発生。導管の50%を破損。
- 1952年（昭和27年）4月 - 鳥取大火発生。顧客の55%を焼失。
- 1956年（昭和31年）12月- 鳥取市岩倉に「岩倉供給所」を開設。
- 1959年（昭和34年）3月 - 鳥取市元町に「サービスセンター」を開設。
- 1963年（昭和38年）
  - 7月 - 石炭ガスをMS式オイルガス発生装置に転換。
  - 9月 - 鳥取大学・湖山地区へ、ブタンエアーガス（29.30 MJ）を供給開始。
- 1966年（昭和41年）10月 - 鳥取市浜坂に「浜坂供給所」を開設。
- 1967年（昭和42年）6月 -  熱量変更を実施（15.07 MJから18.84 MJ）。
- 1969年（昭和44年）10月 - 主力工場として古市地区に新工場「古市工場」を建設。
- 1970年（昭和45年）10月 - コンピューターによるガス料金計算処理を開始。
- 1974年（昭和49年）8月 - 古市工場と本社工場を統合拡充し、鳥取市五反田町に「新本社工場」を建設。
- 1977年（昭和52年）10月 - 新本社工場に「球形ガスホルダー（4,000 m3×0.5メガパスカル）」を建設。
- 1978年（昭和53年）
  - 9月 - 新本社工場に「LPG300t 貯槽設備」を建設。
  - 10月 - 都市ガス原料を「ナフサ」から「ブタン」に転換。
- 1980年（昭和55年）8月 - 鳥取市本町に「サービスセンター」を開設。
- 1981年（昭和56年）4月 - 資本金8,000万円に増資。
- 1985年（昭和60年）4月 - 新本社工場に「ガスホルダー（有水1,500 m3）」を建設。
- 1987年（昭和62年）10月 - 新本社工場に「球形ガスホルダー（3,000 m3×0.7 MPa）」を建設。
- 1988年（昭和63年）6月 - 鳥取市五反田町に新本社屋を建設。
- 1989年（平成元年）7月 - 鳥取新都市で簡易ガス事業を開始。
- 1990年（平成2年）2月 - 鳥取駅南広場に「ガス灯」を寄贈。
- 1994年（平成6年）7月 - ハンディコンピューター（HHT）検針システムを本格導入。
- 1995年（平成7年）1月 - 阪神大震災に際し復旧隊を派遣。
- 1999年（平成11年）
  - 3月 - 鳥取市五反田町に「LNGサテライト基地（150キロリットル×5基）」を建設。
  - 10月 - 都市ガス原料を「ブタン」から「天然ガス」に転換（18.84 MJから46.05 MJへ）。
- 2000年（平成12年）10月 - 鳥取西部大地震へ復旧隊を派遣。
- 2002年（平成14年）8月 - LNGサテライト基地がISO 14001を認証取得。
- 2003年（平成15年）9月 - LNGサテライト基地に「600キロリットルタンク」を建設。
- 2007年（平成19年）4月 - 鳥取市片原に「オールガス化ショールーム」を開設。
- 2015年（平成27年）
  - 1月 - 「ポイント会員サービス」を開始。
  - 8月 - 鳥取市と共に「株式会社とっとり市民電力」を設立。
- 2016年（平成28年）
  - 7月 - 「電気通信サービス」を開始。
  - 10月 - 鳥取市西今在家に「東郷太陽光発電所（2.3 MW）」を建設。
  - 12月 - 「低圧電力サービス」を開始。
- 2017年（平成29年）11月 - 鳥取市秋里に「秋里下水処理場バイオマス発電所（200 kW）」を建設。
- 2018年（平成30年）
  - 3月 - 「宅配水サービス」を開始
  - 7月 - 創業100周年。新ブランド「enetopia」を発表

## グループ企業
- 鳥取ガス産業株式会社
- 株式会社とっとり市⺠電力
- エネトピアライフサービス株式会社
- エネトピアエンジニア株式会社
- エネトピアコミュニケーションズ株式会社